# Glacier de l'Explorateur
Le glacier de l'Explorateur est un glacier secondaire – rattaché au glacier Cook – situé à l'ouest de la Grande Terre des îles Kerguelen dans les Terres australes et antarctiques françaises.

## Toponymie
Le nom du glacier est donné par la commission de toponymie des îles Kerguelen en 1967. L'explorateur auquel il fait référence est le géologue Edgar Aubert de la Rüe (1901-1991) qui a réalisé, au cours de quatre missions scientifiques aux Kerguelen de 1928 à 1951, les descriptions géologique, géographique et topographique de l'archipel.

## Géographie
Le glacier de l'Explorateur est un glacier émissaire situé à l'est du glacier Cook, auquel il est accolé. Long d'environ 3 km, exposé à l'est et il s'épanche une étroite et courte langue glaciaire (historiquement localisée entre le mont Carroz (842 m) au nord et le mont du Renne (936 m) au sud depuis le nunatak Mercanton) subissant un fort retrait de son front glaciaire depuis quelques décennies. Ce retrait dans la partie haute de la vallée des Merveilles donne naissance à une série de lacs à chapelet, dénommés grand et petit lacs de l'Explorateur, qui alimentent la rivière des Merveilles en cours de formation pour se jeter dans la baie Irlandaise de l'océan Indien.